# Encheliophis
Encheliophis es un género de peces marinos actinopeterigios, distribuidos por el océano Pacífico y el océano Índico.

## Especies
Existen siete especies reconocidas en este género:
- Encheliophis boraborensis (Kaup, 1856)
- Encheliophis chardewalli Parmentier, 2004
- Encheliophis gracilis (Bleeker, 1856)
- Encheliophis homei (Richardson, 1846)
- Encheliophis sagamianus (Tanaka, 1908)
- Encheliophis vermicularis Müller, 1842
- Encheliophis vermiops Markle y Olney, 1990